# Бряг Бад
Бряг Бад (на английски: Budd Coast) е част от крайбрежието на Източна Антарктида, в западна част на Земя Уилкс, простиращ се между 65°45’ и 66°50’ ю.ш. и 109°16’ и 115°30’ и.д. Брегът заема част от западния участък на Земя Уилкс, частично в акваторията на море Моусън, част от Индоокеанския сектор на Южния океан. На запад граничи с Брега Нокс, а на изток – с Брега Сабрина на Земя Уилкс. Брега Бад заема голям полуостров разположен между заливите Винсенс на запад и Калвокоресес и Николай Зубов на изток. В близост до бреговете му в залива Винсенс са разположени малките групи острови Хатч, Уиндмил, Фрейхер, Донован, Балина. Брегът Бад е изцяло е покрит с континентален леден щит, дебелината на който надхвърля 1500 m. Над него стърчат отделни оголени върхове и нунатаки на малки и сравнително ниски крайбрежни планини и възвишения с височина до 1461 m. В крайната западна част на полуострова се намира „оазиса“ Грирсон (66°15′ ю. ш. 110°32′ и. д. / 66.25° ю. ш. 110.533333° и. д.), в който функционира австралийската полярната станция „Уилкс“. От крайбрежните ниски планини и възвишения към морския бряг се „вливат“ малки и сравнително къси континентални ледници – Джон Куинси Адамс, Вандерфорд, Фокс, Уилямсън, Кучин и др.
Брегът Бад е открит на 11 февруари 1840 г. и е частично изследван и картиран от американската антарктическа експедиция (1838 – 1842), възглавявана от Чарлз Уилкс, който наименува новооткрития Бряг Бад в чест на Томас Бад (1818 – 1862), лейтенант от ВМФ на САЩ, капитан на кораба „Пикок“ в американската флотилия.